# Robert Smalls
Robert Smalls (5. dubna 1839 Beaufort, Jižní Karolína – 23. února 1915 Beaufort) byl americký politik, vydavatel, obchodník a lodivod. Narodil se v otroctví v Beaufortu v Jižní Karolíně a během americké občanské války osvobodil sebe, svou posádku a jejich rodiny tím, že se 13. května 1862 v charlestonském přístavu zmocnil konfederační dopravní lodi CSS Planter a odplul s ní z vod přístavu kontrolovaného Konfederací do americké blokády, která jej obklopovala. Poté loď převezl do Unií kontrolované enklávy v oblasti Beaufort-Port Royal-Hilton Head, kde se z ní stala válečná loď Unie. Jeho příklad a přesvědčování pomohly přesvědčit prezidenta Abrahama Lincolna, aby přijal afroamerické vojáky do armády Unie.
Po skončení americké občanské války se vrátil do Beaufortu, stal se politikem a v období rekonstrukce vyhrál jako republikán volby do zákonodárného sboru Jižní Karolíny a do Sněmovny reprezentantů Spojených států. Smalls byl autorem státního zákona, který v Jižní Karolíně zajistil první bezplatný a povinný systém veřejného školství ve Spojených státech. Založil Republikánskou stranu Jižní Karolíny. Smalls byl posledním republikánem, který zastupoval 5. kongresový obvod Jižní Karolíny až do zvolení Micka Mulvaneyho v roce 2011.